# Пустошь (Котласский район)
 Пу́стошь — деревня в Котласском районе Архангельской области. Часть бывшего села Вотлажма. Входит в состав муниципального образования (сельского поселения) «Черемушское».

## География
В деревне нет водных объектов. Граничит с деревней Медведки.

## Население
| 2002 | 2010 | 2012 |
| ---- | ---- | ---- |
| 3    | ↘2   | ↘0   |